# Contré
Contré là một xã trong tỉnh Charente-Maritime trong vùng Nouvelle-Aquitaine, tây nam nước Pháp. Xã Contré nằm ở khu vực có độ cao từ 68-173 mét trên mực nước biển.